# Saúl Laverni
Saúl Esteban Laverni (Rosario, Argentina, 21 de enero de 1970) es un ex árbitro internacional argentino de fútbol que dirigió en la Primera División de Argentina desde 2005 hasta 2016. Fue árbitro FIFA entre 2007 y 2014.

## Trayectoria
Su debut como árbitro de Primera División se produjo el 26 de junio de 2005, en el empate 3–3 entre Colón y Argentinos Juniors. En 2007 se convirtió en árbitro FIFA. Participó en el Campeonato Sudamericano Sub-20 de 2009 disputado en Venezuela, también ha sido partícipe de algunos partidos válidos por la Copa Libertadores y también en la Copa Sudamericana. El domingo 25 de octubre de 2009 dirigió su primer Superclásico del fútbol argentino entre River Plate y Boca Juniors, el cual terminó en un empate 1–1.
El 18 de diciembre de 2016 dirigió por última vez en su carrera profesional en la goleada por 4–1 de Boca Juniors ante Colón.

### Acusaciones de xenofobia
El 20 de septiembre de 2008 dirigió el partido que disputaron Gimnasia y Esgrima de Jujuy y Argentinos Juniors por la séptima fecha del Torneo Apertura. En ese encuentro expulsó al director técnico del equipo local, Omar Labruna, y su ayudante, Nelson Pumpido. Tras el partido, el presidente del club jujeño Raúl Ulloa anunció a los medios su renuncia al cargo y a la vez acusó al árbitro de haber discriminado a sus jugadores calificándolos de "bolivianos". Por tal motivo el Instituto Nacional contra la Discriminación, la Xenofobia y el Racismo (INADI) citó a ambos. Sin embargo Laverni se excusó de pedir disculpas argumentando que ese término no es discriminatorio.

### Banfield-Godoy Cruz (2011)
En mayo de 2011 fue designado para arbitar el encuentro Banfield y Godoy Cruz por la decimoquinta fecha del Torneo Clausura. En ese encuentro, que finalizó en empate 1–1, no convalidó un gol legítimo ni cobró un penal a favor del conjunto mendocino, que se encontraba peleando el torneo con Vélez Sarsfield. Posteriormente hizo pública su culpa y consideró necesaria la implementación de la tecnología para evitar situaciones como la del gol no cobrado. A raíz de ese arbitraje, fue suspendido por la Asociación del Fútbol Argentino y por tal motivo no se lo designó para arbitrar más en ese torneo.